# Чудовищная химера
Чудовищная химера (лат. Chimaera phantasma) — хрящевая рыба, вид отряда химерообразных.

## Описание
Длина наибольшего экземпляра 97,7 см. Тело удлинённое, сильно утончается в задней части. Голова толстая с округлым рылом. Глаза крупные. Рот нижний, небольшой, поперечный. Анальный плавник отделён от хвостового глубокой вырезкой. Спинная колючка прикреплена к переднему краю довольно высокого первого спинного плавника. Хвостовой плавник заканчивается длинной хвостовой нитью. Его длина вместе с нитью составляет примерно 28 % всей длины тела. От других видов отличается небольшой высотой верхней лопасти хвостового плавника, которая равна приблизительно только половине высоты задней части второго спинного плавника над мясистым основанием. Окраска верхней поверхности тела тёмно-коричневая с красноватым оттенком, бока покрыты пятнами, вентральная сторона светлая.

## Ареал
Юго-восточная часть Японского моря; Жёлтое море (юго-западная Корея — острова Че-чжудо, Мокпхо; Чжифу, Циндао); тихоокеанское побережье Японии на юг до Нагасаки; Филиппинские острова.

## Биология
Держится глубин от 90 до 540 м. Откладывает яйца, заключённые в роговую капсулу. Яйца эллипсоидной формы, длиной 160—270 мм. Бентофаг — питается в основном беспозвоночными: ракообразными, моллюсками, червями и иглокожими. Иногда в желудке попадается рыба.